# Anastrepha longicauda
Anastrepha longicauda är en tvåvingeart som beskrevs av Lima 1934. Anastrepha longicauda ingår i släktet Anastrepha och familjen borrflugor. Inga underarter finns listade i Catalogue of Life.